# Opere di Valentin de Boulogne
Le opere di Valentin de Boulogne sono elencate nella tabella seguente in ordine cronologico.

## Elenco dei dipinti
| Immagine | Titolo                                            | Data            | Tecnica      | Dimensioni in cm | Luogo di conservazione                                     | Città                   |
| -------- | ------------------------------------------------- | --------------- | ------------ | ---------------- | ---------------------------------------------------------- | ----------------------- |
|          | San Giovanni Battista                             | 1613-1614 circa | olio su tela | 132×98 cm        | Collezione privata                                         | Italia                  |
|          | Cristo deriso e incoronato di spine (con bottega) | 1615-1618       | olio su tela | 146×107 cm       | Labirinto della Masone                                     | Fontanellato            |
|          | Concerto                                          | 1616            | olio su tela | 93,3×127 cm      | Collezione Devonshire                                      | Chatsworth House        |
|          | Giocatori di carte                                | 1614-1615       | olio su tela | 94×137 cm        | Gemäldegalerie Alte Meister                                | Dresda                  |
|          | Soldati che giocano a carte (I bari)              | 1618-1620 circa | olio su tela | 121×152 cm       | National Gallery of Art                                    | Washington              |
|          | Buona ventura                                     | 1620 circa      | olio su tela | 149×238 cm       | Museo d'arte di Toledo                                     | Toledo                  |
|          | Negazione di san Pietro                           | 1616-1618 circa | olio su tela | 171,5×241 cm     | Fondazione Longhi                                          | Firenze                 |
|          | Incoronazione di spine                            | 1616-1617 circa | olio su tela | 173×241 cm       | Alte Pinakothek                                            | Monaco di Baviera       |
|          | Soldati giocano ai dadi                           | 1620            | olio su tela | 175×235 cm       | Museo municipale di Louviers                               | Louviers                |
|          | Cacciata dei mercanti dal Tempio                  | 1618 circa      | olio su tela | 195×260 cm       | Gallerie nazionali d'arte antica, Palazzo Barberini        | Roma                    |
|          | Ritorno del figliol prodigo                       | 1618-1620       | olio su tela | 150×178 cm       | Venerabile Arciconfraternita della Misericordia di Firenze | Firenze                 |
|          | Cristo e l'adultera                               | 1620 circa      | olio su tela | 167×219 cm       | Getty Museum                                               | Los Angeles             |
|          | Noli me tangere                                   | 1620 circa      | olio su tela | 134×98 cm        | Galleria nazionale dell'Umbria                             | Perugia                 |
|          | Cristo e la samaritana                            | 1620 circa      | olio su tela | 134×98 cm        | Galleria nazionale dell'Umbria                             | Perugia                 |
|          | Cristo deriso e incoronato di spine               | 1622            | olio su tela | 128×175 cm       | Museo del Louvre                                           | Parigi                  |
|          | Martirio di san Bartolomeo                        | 1616-1618 circa | olio su tela | 122×165,5 cm     | Gallerie dell'Accademia                                    | Venezia                 |
|          | San Paolo che scrive le sue lettere               | 1618-1620 circa | olio su tela | 99,4×52,4 cm     | Museum of Fine Arts                                        | Houston                 |
|          | San Girolamo                                      | 1618-1622       | olio su tela | 102×145 cm       | Galleria Sabauda                                           | Torino                  |
|          | San Giovanni Evangelista                          | 1622-1623 circa | olio su tela | 97×135 cm        | Ackland Art Museum                                         | Chapel Hill             |
|          | Negazione di Pietro                               | 1624            | olio su tela | 121×173 cm       | Museo Puskin                                               | Mosca                   |
|          | Martirio di san Lorenzo                           | 1621-1622       | olio su tela | 195×261 cm       | Museo del Prado                                            | Madrid                  |
|          | Incoronazione di spine                            | 1624            | olio su tela | 132×96,3 cm      | Alte Pinakothek                                            | Monaco di Baviera       |
|          | Davide con la testa di Golia e due soldati        | 1620-1622 circa | olio su tela | 99×134 cm        | Museo Thyssen-Bornemisza                                   | Madrid                  |
|          | San Giovanni Battista nel deserto                 | 1620-1622 circa | olio su tela | 178×133 cm       | Cattedrale di San Giovanni di Moriana                      | San Giovanni di Moriana |
|          | Erodiade con la testa di san Giovanni Battista    | 1620 circa      | olio su tela | 102×72 cm        | Galleria Spada                                             | Roma                    |
|          | Musicista e bevitori                              | 1625 circa      | olio su tela | 96×133 cm        | Museo del Louvre                                           | Parigi                  |
|          | Giuditta e Oloferne                               | 1626 circa      | olio su tela | 106×141 cm       | Museo nazionale di belle arti della Valletta               | La Valletta             |
|          | Tributo a Cesare                                  | 1624 circa      | olio su tela | 111×154 cm       | Reggia di Versailles                                       | Versailles              |
|          | Innocenza di Susanna (o Giudizio di Daniele)      | 1625 circa      | olio su tela | 175×211 cm       | Museo del Louvre                                           | Parigi                  |
|          | Concerto con bassorilievo antico                  | 1622-1625       | olio su tela | 173×214 cm       | Museo del Louvre                                           | Parigi                  |
|          | San Giuseppe e l'angelo                           | 1624-1625       | olio su tela | 114×92 cm        | Matthiesen Fine Arts                                       | Londra                  |
|          | San Matteo                                        | 1624            | olio su tela | 120×146 cm       | Reggia di Versailles                                       | Versailles              |
|          | San Marco                                         | 1624            | olio su tela | 120×146 cm       | Reggia di Versailles                                       | Versailles              |
|          | San Luca                                          | 1624            | olio su tela | 120×146 cm       | Reggia di Versailles                                       | Versailles              |
|          | San Giovanni Evangelista                          | 1624            | olio su tela | 120×146 cm       | Reggia di Versailles                                       | Versailles              |
|          | Concerto e bevitori                               | 1625            | olio su tela | 96×133 cm        | Museo del Louvre                                           | Parigi                  |
|          | Concerto                                          | 1626 circa      | olio su tela | 112×147 cm       | Los Angeles County Museum of Art                           | Los Angeles             |
|          | Concerto                                          | 1624 circa      | olio su tela | 127×177 cm       | Museo delle Belle Arti di Lipsia                           | Lipsia                  |
|          | Musicisti e soldati                               | 1626 circa      | olio su tela | 155×200 cm       | Museo di Belle Arti di Strasburgo                          | Strasburgo              |
|          | Le quattro età dell'uomo                          | 1629 circa      | olio su tela | 96×134 cm        | National Gallery                                           | Londra                  |
|          | Suonatore di liuto                                | 1626 circa      | olio su tela | 128×99 cm        | Metropolitan Museum of Art                                 | New York                |
|          | David con la testa di Golia                       | 1627            | olio su tela | 139×103 cm       | Collezione privata                                         | New York                |
|          | Mosè                                              | 1628 circa      | olio su tela | 131×103 cm       | Kunsthistorisches Museum                                   | Vienna                  |
|          | Re Davide                                         | 1627-1628       | olio su tela | 70×60 cm         | Museo delle belle arti                                     | Montréal                |
|          | Sacra Famiglia con san Giovannino                 | 1625-1630       | olio su tela | 140×186 cm       | Galleria Spada                                             | Roma                    |
|          | Cacciata dei mercanti dal Tempio                  | 1620-1625 circa | olio su tela | 192×266 cm       | Ermitage                                                   | San Pietroburgo         |
|          | Ultima Cena                                       | 1625-1626       | olio su tela | 139×230 cm       | Gallerie nazionali d'arte antica, Palazzo Barberini        | Roma                    |
|          | Giudizio di Salomone                              | 1625 circa      | olio su tela | 176×210 cm       | Museo del Louvre                                           | Parigi                  |
|          | Erminia tra i pastori                             | 1629 circa      | olio su tela | 135×186 cm       | Alte Pinakothek                                            | Monaco di Baviera       |
|          | Buona ventura                                     | 1628 circa      | olio su tela | 125×175 cm       | Museo del Louvre                                           | Parigi                  |
|          | Concerto                                          | 1628-1630 circa | olio su tela | 175×216 cm       | Museo del Louvre                                           | Parigi                  |
|          | Allegoria dell'Italia                             | 1628            | olio su tela | 333×245 cm       | Villa Lante                                                | Roma                    |
|          | Martirio dei santi Processo e Martiniano          | 1629            | olio su tela | 302×192 cm       | Pinacoteca vaticana                                        | Città del Vaticano      |
|          | San Girolamo                                      | 1628-1630 circa | olio su tela | 133×97 cm        | Davis Museum                                               | Wellesley               |
|          | San Giovanni Battista                             | 1628-1630 circa | olio su tela | 130×90 cm        | Chiesa di Santa Maria in Via                               | Camerino                |
|          | San Girolamo                                      | 1628-1630 circa | olio su tela | 130×90 cm        | Chiesa di Santa Maria in Via                               | Camerino                |
|          | Giuditta                                          | 1626-1628       | olio su tela | 97×74 cm         | Musée des Augustins                                        | Tolosa                  |
|          | Sansone                                           | 1630            | olio su tela | 135,6×102,8 cm   | Cleveland Museum of Art                                    | Cleveland               |
|          | Giudizio di Salomone                              | 1625-1626 circa | olio su tela | 174×213 cm       | Gallerie nazionali d'arte antica, Palazzo Barberini        | Roma                    |
|          | San Matteo                                        | 1630            | olio su tela | 97×134 cm        | Collezione privata                                         | Svizzera                |
|          | San Marco                                         | 1630            | olio su tela | 97×134 cm        | Collezione privata                                         | Svizzera                |
|          | San Luca                                          | 1630            | olio su tela | 97×134 cm        | Collezione privata                                         | Svizzera                |
|          | San Giovanni                                      | 1630            | olio su tela | 97×134 cm        | Collezione privata                                         | Svizzera                |
|          | San Giovanni Battista                             | 1631 circa      | olio su tela | 135×100 cm       | Abbazia di Sant'Urbano                                     | Apiro                   |
|          | Sacrificio di Isacco                              | 1630-1631 circa | olio su tela | 149×186 cm       | Museo delle belle arti                                     | Montréal                |
|          | Allegra compagnia con la cartomante               | 1631            | olio su tela | 190×265 cm       | Liechtenstein Museum                                       | Vienna                  |
|          | Ritratto di Raffaello Menicucci                   | 1631-1632       | olio su tela | 80×65 cm         | Indianapolis Museum of Art                                 | Indianapolis            |